# أوليفر فريدمان
أوليفر فريدمان (بالإنجليزية: Oliver Friedmann)‏ وهو عالم كمبيوتر ألماني وعالم رياضيات معروف بعمله على ألعاب التكافؤ والخوارزمية البسيطة - طريقة التبسيط (برمجة). وهو الشريك المؤسس لشركة Ziggeo، وهي شركة تكنولوجيا لصناعة الفيديو.
حصل فريدمان على درجة الدكتوراه من جامعة لودفيغ ماكسيميليان في ميونخ في عام 2011 تحت إشراف مارتن هوفمان ومارتن لانج.
حصل على جائزة كليين لإظهاره أحدث خوارزميات التكرار في السياسة لألعاب التكافؤ والتي تتطلب وقتًا أسيًا في أسوأ الحالات. أضاف أوليفر ومؤلفوه في تقنيات الإثبات إلى الخوارزمية البسيطة وتكرار السياسة لقرارات عملية ماركوف.